# Coahoma (Texas)
Coahoma is een plaats (town) in de Amerikaanse staat Texas, en valt bestuurlijk gezien onder Howard County.

## Demografie
Bij de volkstelling in 2000 werd het aantal inwoners vastgesteld op 932. In 2006 is het aantal inwoners door het United States Census Bureau geschat op 912, een daling van 20 (-2,1%).

## Geografie
Volgens het United States Census Bureau beslaat de plaats een oppervlakte van 3,1 km², geheel bestaande uit land. Coahoma ligt op ongeveer 746 m boven zeeniveau.

## Plaatsen in de nabije omgeving
De onderstaande figuur toont nabijgelegen plaatsen in een straal van 44 km rond Coahoma.